# Prellenkirchen
Prellenkirchen là một thị trấn ở huyện Bruck an der Leitha trong bang Niederösterreich ở nước Áo. Đô thị này có diện tích 41,55 km², dân số năm 2017 là 1557 người.